# Tag Team (Pokerturnier)
Ein Tag Team ist bei einem Pokerturnier eine Gruppe von Spielern, die den gleichen Stack spielen. Solch ein Event wird einmal jährlich bei der World Series of Poker am Las Vegas Strip gespielt.

## Modus
Normalerweise gilt bei einem Pokerturnier die strikte Regel, dass nur ein Spieler über seinen Chipstack verfügen darf. In einem Tag Team befinden sich mehrere Spieler, die sich zwischen den Händen abwechseln dürfen. Teilweise ist es auch erlaubt, eine Auszeit zu nehmen, um sich über eine aktuell laufende Hand zu beraten. Anwendung findet das Format bei der World Series of Poker, die einmal jährlich am Las Vegas Strip ausgespielt wird. Dort wurde solch ein Event von 1979 bis 1983 in verschiedengeschlechtlichen Zweierteams unter dem Namen Mixed Doubles ausgetragen, wobei meist die Variante Seven Card Stud gespielt wurde. Seit 2016 steht das Event als Turnier in No Limit Hold’em mit Gruppen von zwei bis vier Spielern wieder jährlich auf dem Turnierplan. Seit dem Jahr 2022 sind bei der Austragung lediglich Zweierteams gestattet.
Abseits der World Series of Poker gibt es Turniere, bei denen Spieler aus denselben Ländern teamweise gegeneinander antreten.

## Bisherige Austragungen bei der World Series of Poker
| Jahr | Buy-in (in $) | Teams | Sieger                                    | Herkunft           | Preisgeld (in $) |
| ---- | ------------- | ----- | ----------------------------------------- | ------------------ | ---------------- |
| 1979 | 00.600        | 0025  | Starla Brodie & Doyle Brunson             | Vereinigte Staaten | 009.000          |
| 1980 | 00.600        | 0041  | Lynn Harvey & A. J. Myers                 | Vereinigte Staaten | 014.760          |
| 1981 | 00.600        | 0052  | Frank Cardone & Juanda Matthews           | Vereinigte Staaten | 015.600          |
| 1982 | 00.800        | 0044  | Dani Kelly & David Sklansky               | Vereinigte Staaten | 017.600          |
| 1983 | 00.600        | 0050  | Donna Doman & Jim Doman                   | Vereinigte Staaten | 020.000          |
| 2016 | 01.000        | 0836  | Ryan Fee & Doug Polk                      | Vereinigte Staaten | 153.358          |
| 2017 | 10.000        | 0102  | Liv Boeree & Igor Kurganow                | &                  | 273.964          |
| 2017 | 01.000        | 0843  | Nipun Java & Aditya Sushant               | Indien             | 150.637          |
| 2018 | 01.000        | 1032  | Nikita Luther & Giuseppe Pantaleo         | &                  | 175.805          |
| 2019 | 01.000        | 0976  | Daniel Dayan, Ohad Geiger & Barak Wisbrod | Israel             | 168.395          |
| 2021 | 01.000        | 0641  | Samy Dighlawi & Mike Ruter                | Vereinigte Staaten | 113.366          |
| 2022 | 01.000        | 0913  | Espen Jørstad & Patrick Leonard           | &                  | 148.084          |
| 2023 | 01.000        | 1282  | Michael Savakinas & Satoshi Tanaka        | &                  | 190.662          |